# Isidoros från Miletos

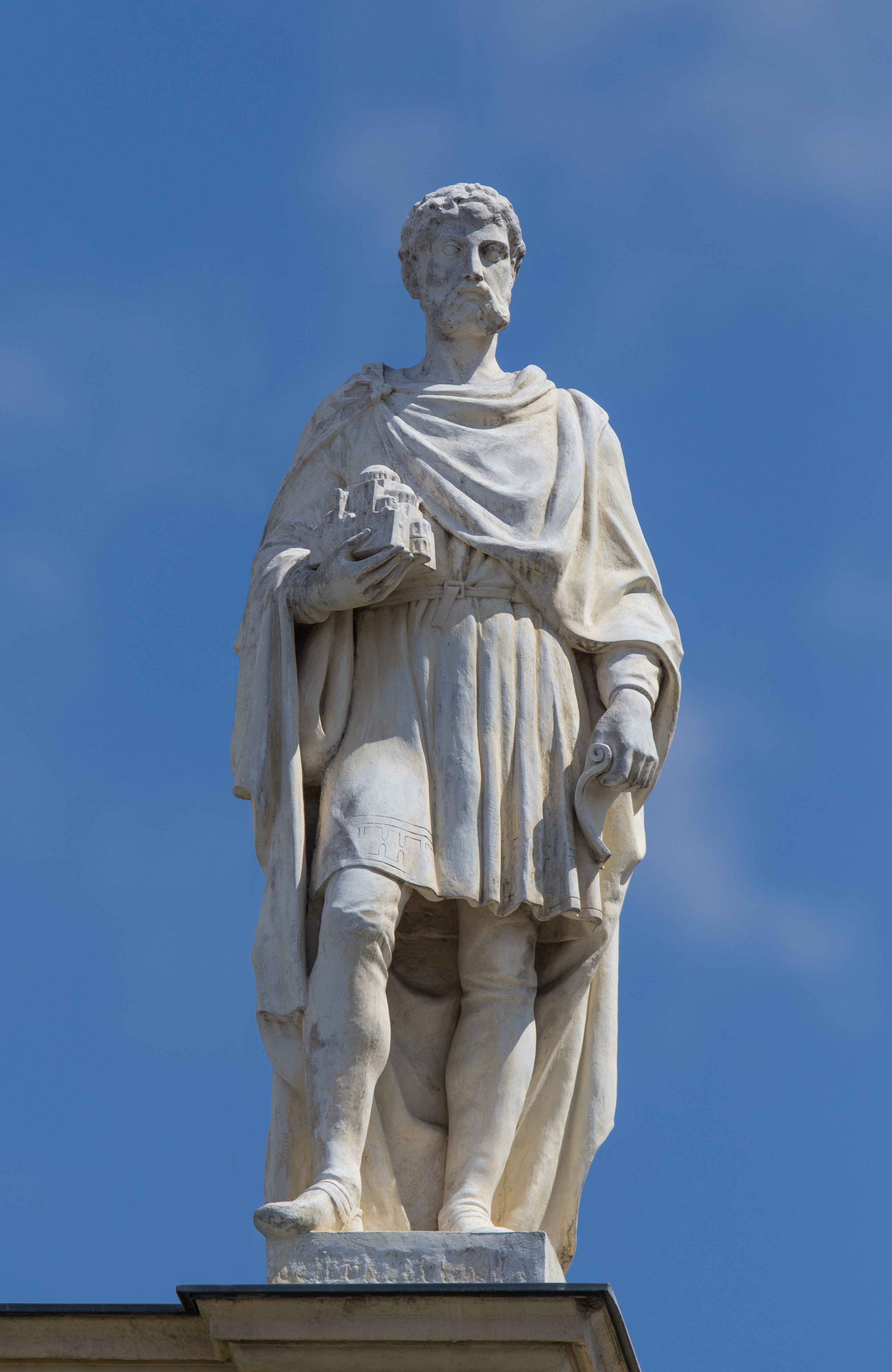
Staty av Isidoros från Miletos med en modell av Hagia Sofia i sin hand. Kunsthistorisches Museum:s tak, Wien.

Isidoros från Miletos var en bysantinsk arkitekt under 500-talet.
Isidoros var tillsammans med Anthemios från Tralles en av arkitekterna för Hagia Sofia.